# Habropogon elegantulus
Habropogon elegantulus är en tvåvingeart som beskrevs av Efflatoun 1937. Habropogon elegantulus ingår i släktet Habropogon och familjen rovflugor. Inga underarter finns listade i Catalogue of Life.